# Pudovka
Pudovka (en rus: Пудовка) és un poble de l'óblast de Tomsk, a Rússia, que el 2015 tenia 390 habitants. Fou fundat el 1901.El 1926, el poble de Pudovsky constava de 41 granges, la població principal eren russes. Administrativament, era el centre del consell del poble de Pudovsky del districte de Krivosheinsky del districte de Tomsk del territori siberià.

## Clima
El clima és continental amb estius càlids i hiverns freds, temperatures uniformes i canvis ràpids dels elements meteorològics durant un període curt de temps (diversos dies o hores). El clima local, que no ha canviat tant com en anys anteriors, es deu a la complexa circulació de masses d'aire sobre la plana de Sibèria occidental perquè hi arribin. Per tant, els processos de circulació sobre Sibèria occidental estan sempre implicats per masses d'aire àrtic i temperat, i a l'estiu per altres tropicals. Les masses d'aire es realitzen en un sistema de ciclons i anticiclons, que manté constant el temps a la regió, i es reprodueix cada any.